# حاجي عبد الوهاب
حاجي راو محمد عبد الوهاب (بالأردية: حاجی راو محمد عبد الوہاب) الحاج محمد عبد الوهاب (1 يناير 1923 - 18 نوفمبر 2018) كان داعية إسلامي كان أمير جماعة التبليغ في باكستان.

## السنوات المبكرة والتعليم
ولد محمد عبد الوهاب في دلهي بالهند عام 1923. كان ينحدر في الأصل من منطقة كارنال. كان ينتمي إلى قبيلة راجبوت. درس في الكلية الإسلامية في لاهور. بعد التخرج، عمل كمتدرب في الهند قبل التقسيم. كما عمل في شبابه في مجلس أحرار الإسلام وتأثر بعبد القادر الرايبوري (1878-1962). كان رئيس مجلس الأحرار بوريوالا.

## الحياة المهنية

### جماعة التبليغ
انضم حاجي عبد الوهاب إلى جماعة التبليغ في حياة مؤسسها محمد إلياس الكاندهلوي. وصل إلى مركز نظام الدين في 1 يناير 1944. حصل على صحبة مولانا إلياس لمدة ستة أشهر. ترك وظيفته لتكريس وقته وجهده للجماعة، وكان من أول خمسة أشخاص في باكستان قدموا حياتهم بأكملها للقيام بأعمال التبليغ. كان رفيقًا مباشرًا لمولانا محمد إلياس الكاندهلوي ويوسف الكاندهلوي وإنعام الحسن الكاندهلوي.[بحاجة لمصدر]
كان محمد شافي قريشي (1903-1971) أول أمير منتظم لجماعة التبليغ في باكستان. وخلفه الحاج محمد بشير (1919-1992). خلف عبد الوهاب البشير كثالث أمير عادي لباكستان. كان مقره في مركز ريويند، مقر الحركة في البلاد، حيث ترأس مجلس شورى. وكان أيضًا عضوًا في مجلس شورى الحركة (المجلس العالمي) ومقره نظام الدين، دلهي، الهند.
كما كان على صلة بالطريقة الصوفية القادرية من خلال معلمه الشيخ عبد القادر رايبوري.

### مفاوضات مع طالبان الباكستانية
في أكتوبر 2013 أفيد أنه تم اقتراح اسم الحاج عبد الوهاب لرئاسة اللويا جيرغا استعدادًا لمحادثات السلام مع طالبان الباكستانية. في فبراير 2014 أفيد أنه خلال المشاورات مع إحدى اللجان، أوصى قادة حركة طالبان باكستان بفصائل مختلفة بإضافة أسماء الحاج عبد الوهاب ومولانا سميع الحق والدكتور عبد القدير خان وغيرهم من القادة في لجنة السلام الحكومية.

## المكانة والقبول
اعتبارًا من إصدار 2014/2015، احتل المرتبة العاشرة في قائمة The Muslim 500، وهي قائمة تضم 500 مسلم الأكثر تأثيرًا في العالم، نظرًا لتأثيره العالمي كشخصية قيادية في جماعة التبليغ.

## الموت والجنازة
توفي حاجي عبد الوهاب في 18 نوفمبر 2018 من حمى الضنك في لاهور. تم دفنه في مقبرة مجاورة لمركز التبليغ (المقر الرئيسي) في ريويند في اليوم التالي. حضر الجنازة حوالي 2.5 مليون شخص.